# Галась, Михаил Иванович
Михаил Иванович Галась (25 октября 1929, с. Нижняя Пайва, Алтайский край, РСФСР, СССР — 5 апреля 2006) — специалист в области создания баллистических ракет стратегического назначения и космических ракет, участник создателей ракетно-ядерного щита СССР.
Кандидат технических наук (1972), доктор технических наук (1987), профессор (1990). Академик Академии инженерных наук Украины, Академии космонавтики России, Академии военных наук РФ, член-корреспондент национальной АН Украины. Герой Социалистического Труда (1976). Лауреат Государственной премии СССР (1967) и Ленинской премии (1990).

## Биография
Родился 25 октября 1929 года в селе Нижняя Пайва Алтайского края. Украинец.
Окончил конструкторский факультет Ленинградского военно-механического института, инженер-механик (1955).
- После окончания института один год по распределению проработал в Златоусте в ОКБ В. П. Макеева (КБ № 385).
- По семейным обстоятельствам перевелся в ОКБ-586 в г. Днепропетровск. Конструктор, начальник группы (1956−1957), ведущий конструктор комплекса (1958−1961), помощник главного конструктора по испытаниям (1961−1970), заместитель главного конструктора КБ «Южное», начальник и главный конструктор ГКБ (1972−1985), заместитель генерального конструктора по конструированию (1985) КБ «Южное».
- Главный конструктор троллейбусов ЮМЗ[2][3] (1992).
- С 2001 года — главный научный сотрудник КБ «Южное», консультант главного конструктора.

Специалист в области создания баллистических ракет стратегического назначения и космических ракет с различными видами оснащения. Внес большой вклад в создание генераторных систем наддува и ампулизации ракет, находящихся на боевом дежурстве в течение десятков лет, минометной схемы старта ракет из контейнеров, различных видов боевого оснащения и их схем отопления и маневрирования. Правильность технических решений подтверждена летными и эксплуатационными испытаниями, ракеты получили высокую оценку заказчика, сданы на вооружение и в эксплуатацию. Принимал участие в создании космических ракет-носителей «Циклон» и «Зенит», в переоборудовании боевых ракет Р-36М, Р-36М ТТХ для запуска космических аппаратов по программе «Днепр».

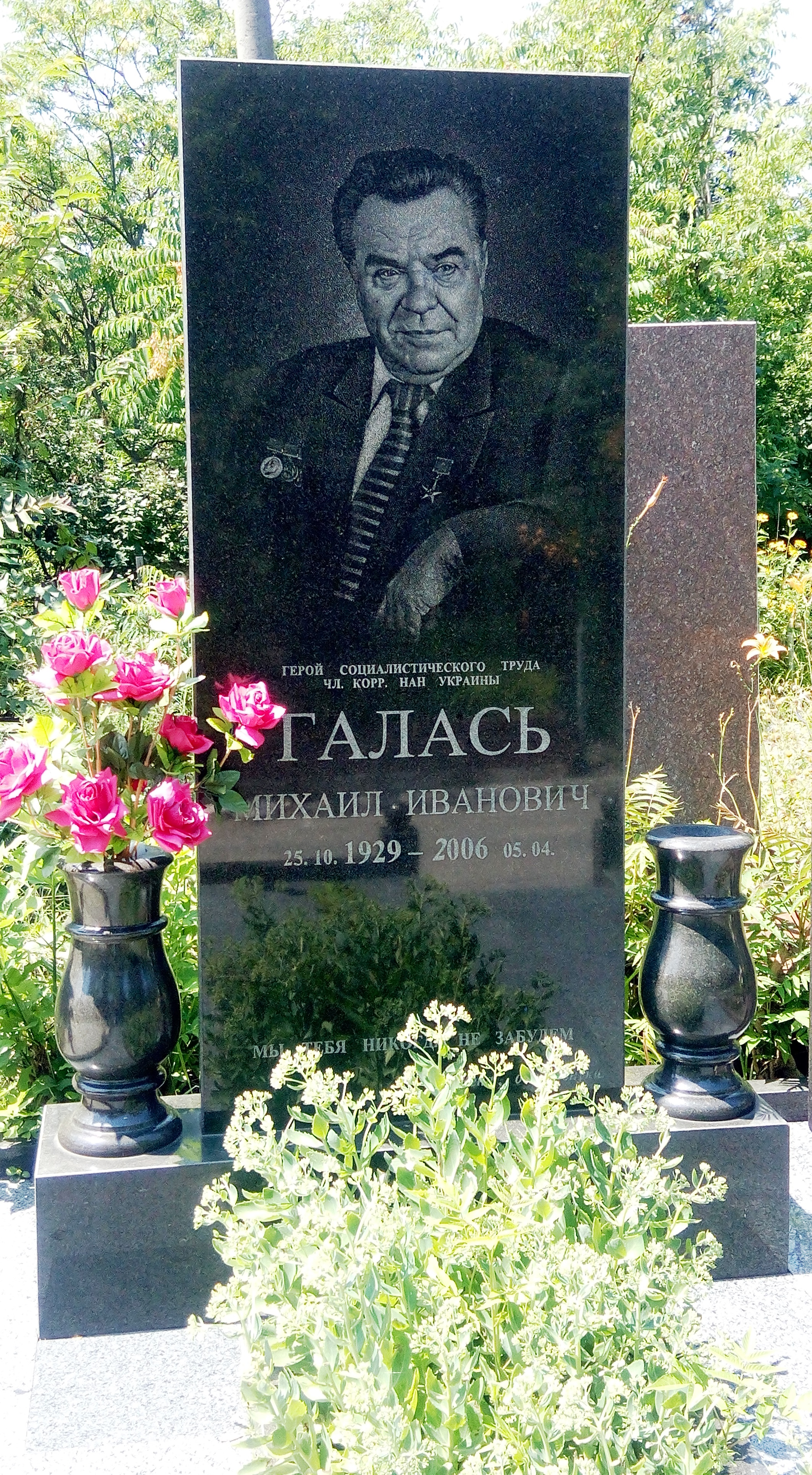
Могила Михаила Галася на Аллее Героев Сурско-Литовского кладбища в Днепре

Профессор и заведующий филиалом кафедры «Проектирование и конструирование летательных аппаратов» физико-технического факультета Днепропетровского государственного университета (1991). Член ученых советов по присуждению кандидатских и докторских степеней КБ «Южное» и Днепропетровского государственного университета (1989).
Умер 5 апреля 2006 года.

## Награды
- Герой Социалистического Труда (1976).
- Орден князя Ярослава Мудрого IV степени (12 апреля 2004 года) — за весомый личный вклад в развитие космической отрасли, многолетний самоотверженный труд и по случаю 50-летия основания предприятия[5].
- Орден князя Ярослава Мудрого V степени (23 октября 1999 года) — за выдающиеся личные заслуги перед Украинским государством в создании ракетно-космической техники[6].
- Орден Дружбы (27 декабря 1999 года, Россия) — за большой вклад в развитие и укрепление российско-украинского сотрудничества в области освоения и использования космического пространства[7].
- Два ордена Ленина (1961, 1976).
- Орден «Знак Почёта» (1959).
- Награждён памятными медалями им. Ю. А. Гагарина, М. К. Янгеля, С. П. Королева, В. П. Глушко, Н. Г. Кузнецова, В. Н. Челомея, Ю. В. Кондратюка ФК СССР.
- Ленинская премия (1990).
- Государственная премия СССР (1967).

## Интересные факты
- Галася М. И. считает своим учителем на производстве Леонид Кучма, который работал вместе с ним[8].
- Михаил Иванович всю жизнь занимался ракетами. Однако, когда его в 1992 году назначили главным конструктором украинского троллейбуса[9][10], он смог быстро разобраться в новом для себя деле и создать успешные модификации троллейбусов ЮМЗ. Научный руководитель работ[3] по созданию украинского троллейбуса[11] Владимир Веклич[12] отмечал о Галасе и возглавляемом им коллективе: «Несмотря на то, что они не имели опыта в области троллейбусостроения, высокая квалификация и ответственность их специалистов, наличие уникальных технологий позволили использовать в конструкции кузова троллейбуса ряд высокоэффективных, ранее не применявшихся решений»[2].